# Blind Ego
Blind Ego is een Duitse progressieve rockband rond de zanger/gitarist/bassist Karlheinz "Kalle" Wallner.
Wallner is al sinds 1997 actief als mede-oprichter in de eveneens Duitse band RPWL. In 2007 besloot hij onder de naam Blind Ego een solo-album te maken dat uitkwam onder de naam Mirror. In 2009 volgde Numb waarna het een paar jaar stil werd rond het project. In 2016 volgde Liquid en een jaar later een livealbum onder de naam Liquid Live. Het meest recente album dateert van 2020: Preaching to the Choir. Voor elk van de albums verzamelde Wallner een nieuwe groep muzikanten om zich heen.